# Maria Antonia av Bayern
Maria Antonia Walpurga av Bayern, född 1724 på slottet Nymphenburg , död 1780 i Dresden, var en tysk kompositör och en kurfurstinna av Sachsen, gift 1747 med kurfurst Fredrik Kristian av Sachsen Hon var regent i Sachsen under sin son Fredrik August I av Sachsens omyndighet gemensamt med sin svåger Frans Xavier av Sachsen från 1763 till 1768.

## Biografi
Maria Antonia var dotter till Maria Amalia av Österrike och kurfurst Karl VII (tysk-romersk kejsare). Under hela sitt ägnade hon sig åt studier,  särskilt konst; inklusive att måla och skriva poesi, såväl som musik. 
Ett äktenskap genom fullmakt ägde rum i München den 13 juni 1747 med Frederick Christian, arvtagaren till kurfursten i Sachsen, och de gifte sig personligen i Dresden den 20 juni 1747. 

### Regent
Hon lämnade Dresden under sjuårskriget och tog sin tillflykt till Prag och München, men återvände vid makens trontillträde 1763. Han dog tio veckor senare, och deras son Fredrik Augustus efterträdde honom. Eftersom hennes son var minderårig fungerade hon som regent tillsammans med sin svåger Franz Xavier tills hennes son nådde laglig majoritet 1768. De samarbetade väl, utom att hon 1765 motsatte sig sin medregents handling att avsäga hennes sons anspråk på den polska tronen. Hon grundade även 1763 en textilfabrik och 1766 ett bryggeri.

### Kompositör
Hon var verksam som kompositör. Kort efter att hon flyttat till Dresden skrev hon librettot till Hasses oratorium, La conversione di Sant'Agostino (1750), vid sidan av sitt komponerande arbete. Hennes egen kompositionsstil visar en stark samhörighet med Hasse, särskilt hans uppfattning om operaseria. Hon uppträdde också aktivt som sångerska och keyboardspelare i hovuppträdanden, inklusive ledande roller i båda hennes operor. Utöver hennes två operor tillskrivs henne ett antal arior, en pastorale, intermezzos, meditationer och motetter. Hon särskilt känd för sina operor: Il trionfo della fedeltà (”Triumfen av trohet”) och Talestri, regina delle amazoni ("Talestri, amasonernas drottning").

## Verk
- l trionfo della fedeltà : opera, libretto av Maria Antonia ( Dresden , sommaren 1754)
- Talestri, regina delle amazoni : opera, libretto av Maria Antonia ( Nymphenburg , 6 februari 1760)

## Barn
- Fredrik August I av Sachsen (1750–1827) , kurfurste 1763, kung 1806
- Karl Maximilian (1752–1781)
- Josef Maria Ludwig (1754–1763)
- Anton av Sachsen , (1755–1836) , kung av Sachsen 1827-1830
- Maria Amalia av Sachsen (1757–1831) , gift med Karl III av Pfalz-Zweibrücken
- Maximilian av Sachsen (1759–1838)
- Therese Maria Josefa (1761–1820)